# Mutter Natur

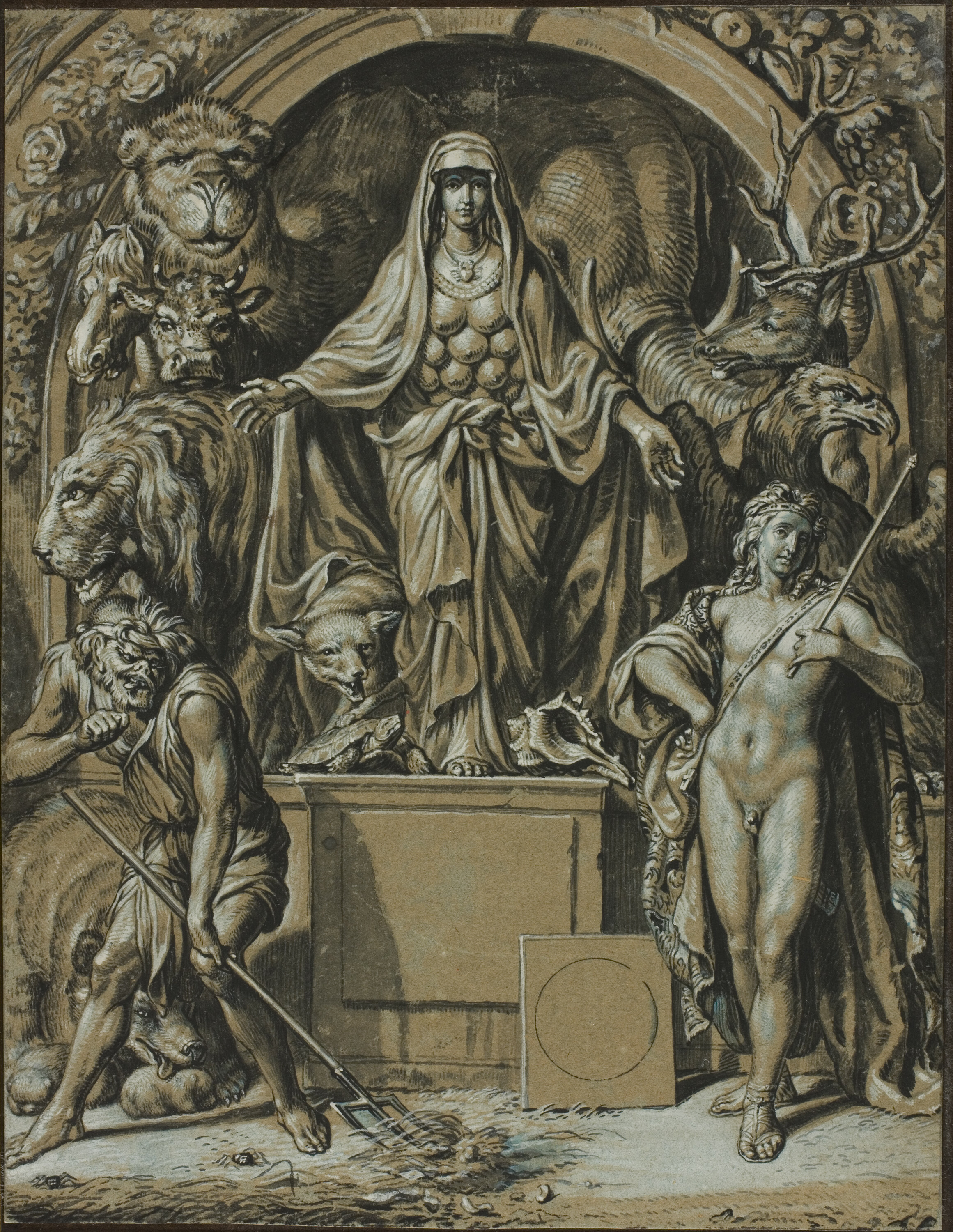
Joseph Werner: Diana von Ephesos als Allegorie der Natur, um 1680

Als Mutter Natur oder auch Mutter Erde (ohne religiösen Bezug) wird in der Redensart die Natur (beziehungsweise die Umwelt) metaphorisch personifiziert.

## Geschichte
Die Redewendung Mutter Natur ist bereits im mykenischen Griechisch belegt. Die Metapher kam allerdings erst um 1770 in der Frühzeit der Industrialisierung stärker in Gebrauch. Durch die Figur der Mutter wird ihr eine weibliche Rolle zugeschrieben. Bilder, in denen die Natur als Frau verkörpert wird, sind altbekannt und zeitlos, denn Mütterlichkeit ist das Grundprinzip alles Fruchtbaren und Schöpferischen, von Ganzheit und Einheit, Ursprünglichkeit, Schutz und Ernährung. Das äußert sich in Redewendungen wie „am Busen der Mutter Natur“ oder „im Schoß der Mutter Erde“. Aus dieser Grundvorstellung entwickelten sich in der Geschichte ganz verschiedene – zum Teil durchaus widersprüchliche – Konzepte. Häufig stehen die Wörter in Zusammenhang mit dem Leben.
Im 19. Jahrhundert war Mutter Natur in der westlichen Welt ein altbekanntes Klischee, das von Poeten wie Hölderlin oder Fontane aufgegriffen und gestaltet wurde.
Die Metapher findet auch heute noch im Deutschen – bzw. in die jeweilige Sprache übersetzt – regelmäßig Verwendung, so unter anderem bei Mutter Natur und die Dampfmaschine von Gerhard Kaiser. Der Begriff wird manchmal komplementär zu Vater Staat benutzt.

## „Mother Earth“
„Die Liebe zum Besitz ist bei ihnen (den Weißen) wie eine Krankheit. […] Sie beanspruchen unsere Mutter, die Erde, als ihr Eigentum und grenzen sich gegen ihre Nachbarn ab. Sie verschandeln die Erde mit ihren Gebäuden und ihrem Abfall. Jenes Volk ist wie ein Fluß im Frühling, der über seine Ufer tritt und alle vernichtet, die ihm in den Weg treten.“

Mit Bezug auf die (angebliche) Mother-Earth-Philosophie der nordamerikanischen Indianer weitete die Umweltbewegung im letzten Drittel des 20. Jahrhunderts den Begriff auch auf andere indigene Völker aus und machte die „irgendwie heilige“ Mutter Erde (im Sinne der gesamten Biosphäre) zu einem mystisch-romantisch verklärten Symbol für den nachhaltigen Umgang mit der Welt.
Das Bild der Mutter Erde war bei der überwiegenden Zahl der nordamerikanischen Indianervölker jedoch ursprünglich ebenfalls eher eine profane Metapher; beziehungsweise ein Sammelbegriff, um ihre unterschiedlichen religiösen Beziehungen und damit ihren Anspruch auf das Land gegenüber den weißen Eroberern zu rechtfertigen.